# Маріон (Нью-Йорк)
Маріон (англ. Marion) — місто (англ. town) в США, в окрузі Вейн штату Нью-Йорк. Населення — 4566 осіб (2020).

## Демографія
Згідно з переписом 2010 року, у місті мешкало 4746 осіб у 1814 домогосподарствах у складі 1333 родин. Було 1908 помешкань
Расовий склад населення:
| - 96,7 % — білих - 0,8 % — чорних або афроамериканців - 0,2 % — корінних американців - 0,2 % — азіатів |

До двох чи більше рас належало 1,2 %. Частка іспаномовних становила 2,6 % від усіх жителів.
За віковим діапазоном населення розподілялося таким чином: 24,1 % — особи молодші 18 років, 63,2 % — особи у віці 18—64 років, 12,7 % — особи у віці 65 років та старші. Медіана віку мешканця становила 41,1 року. На 100 осіб жіночої статі у місті припадало 95,1 чоловіків;  на 100 жінок у віці від 18 років та старших — 95,1 чоловіків також старших 18 років.
Середній дохід на одне домашнє господарство  становив 70 265 доларів США (медіана — 63 393), а середній дохід на одну сім'ю — 77 864 долари (медіана — 68 705). Медіана доходів становила 53 500 доларів для чоловіків та 40 598 доларів для жінок. За межею бідності перебувало 9,1 % осіб, у тому числі 6,9 % дітей у віці до 18 років та 3,7 % осіб у віці 65 років та старших.
Цивільне працевлаштоване населення становило 2291 особа. Основні галузі зайнятості: освіта, охорона здоров'я та соціальна допомога — 22,7 %, виробництво — 20,0 %, роздрібна торгівля — 14,8 %.